# Ramstein Air Base
Ramstein Air Base er en militærbase i den tyske delstat Rheinland-Pfalz. Østporten til basen ligger cirka 16 kilometer fra Kaiserslautern.

## Overblik
Ramstein Air Base huser mere end 16.400 amerikanere, som gør tjeneste på basen, og mere end 5.400 civile amerikanere, som arbejder og bor der, og er den base uden for USA, hvor flest amerikanere gør tjeneste.
Værtsenheden på Ramstein Air Base er 435. Air Base Wing af United States Air Force (fork. USAF), som understøtter 86. Airlift Wing og 38. Combat Support Wing af USAF samt andre enheder på basen og den omkringliggende region.
Ramstein er en NATO-understøttelses-anlæg, men går ikke under betegnelsen NATO-base. Canadiske, tyske, britiske, amerikanske, franske, belgiske, polske, tjekkiske, danske, norske og hollandske styrker er udstationeret på basen. 86. Airlift Wings mission er at udgøre en luftbro til Europa, Afrika og Mellemøsten og vedligeholde fly brugt i denne, hvilket inkluderer C-130, C-9, C-20 og C-21.
Basen er hjemsted for hovedkvarteret for kontrollen af enheder fra USAF i Europa.

## Historie
Ramstein Air Base er et internationalt samarbejde: den er designet af franske ingeniører, bygget af tyskere og opereres af amerikanere. Konstruktionen af den 12,1 km² store base begyndte i april 1951 efter en aftale mellem Frankrig og USA, eftersom området var under fransk besættelse som følge af 2. verdenskrig. Allerede i begyndelsen af krigen havde Luftwaffe lavet en del af den lokale autobahn om til en interimistisk start- og landingsbane, som også USAs luftvåben benyttede sig af i krigens afslutning.
I 1952 var der færdiggjort så stor en del af basen, at Landstuhl Air Base blev åbnet d. 5. august samme år. Den 1. juni 1953 åbnede Ramstein Air Base og fungerede som hovedkvarter med administrative kontorer og husede familierne til de udstationerede, som havde deres daglige gang på Landstuhl Air Base, som havde landingsbane, kontroltårn, hangar, ramper og andre fly-relaterede faciliteter.
1. december 1957 samledes de to baser til den største NATO-kontrollerede base på det europæiske kontinent. Basen kaldtes Ramstein-Landstuhl Air Base, men blev i 1958 kaldt ved sit nuværende navn, Ramstein Air Base.
Ved den årlige flyveopvisning i 1988 skete på Ramstein Air Base en af de største ulykker, der er sket ved en flyveopvisning nogensinde. Tre jetfly fra den italienske kunstflyvegruppe Frecce Tricolori stødte sammen, og de brændende rester af flyene styrtede i tilskuermængden, hvilket resulterede i over 500 sårede og 71 døde. Denne begivenhed gav navn til den tyske industrial-gruppe Rammstein.